# Matt Clark (Dartspieler)
Matthew Clark (* 4. April 1968 in Dartford) ist ein englischer Dartspieler, der sowohl bei der British Darts Organisation (BDO), als auch bei der Professional Darts Corporation (PDC) sowie der World Seniors Darts (WSD) aktiv war und aktuell an Turnieren der World Darts Federation (WDF) teilnimmt. Sein Spitzname lautet Superman.

## Karriere
Clark spielte im Alter von 19 Jahren das erste Mal in einer lokalen Kneipe Darts und wurde nach ein paar Jahren des Trainings in die Mannschaft des Countys Kent berufen. Im Alter von 24 Jahren begann Clark eine Profikarriere anzustreben und nahm an den Dutch Open teil, wobei er ist bis ins Viertelfinale im Einzel und auch im Doppel brachte. 1996 qualifizierte er sich erstmals für die BDO-Weltmeisterschaft und schaffte es direkt bis ins Viertelfinale. Sieben weitere aufeinander folgende Teilnahmen folgten. Clark gelang es aber nicht den Erfolg zu wiederholen.
2004 wechselte Clark zur PDC und konnte sich schnell in die Top 32 der Order of Merit vorspielen. Sein PDC-WM-Debüt gab er dann im Jahre 2006 und erreichte die zweite Runde. Hier unterlag er Serienweltmeister Phil Taylor. In die Weltmeisterschaft von 2007 ging er abermals als gesetzter Spieler – an Position 31. Er verlor jedoch sein Auftaktmatch gegen den Iren Mick McGowan. Auch 2008 verlor er frühzeitig, dieses Mal gegen Roland Scholten. Für diese Niederlage konnte er sich allerdings beim World Matchplay 2008 revanchieren, als er sich über die Pro Tour qualifiziert hatte und Scholten zum Auftakt mit 10:4 schlug. An diese Leistung konnte Clark anknüpfen und besiegte so auch den erfahrenen Peter Manley im Achtelfinale. Im Viertelfinale gegen James Wade checkte er mit 161 Punkten das höchste Finish des Turniers, schied aber dennoch aus. Nach diesem Turnier nahm Clark erheblich ab und änderte seinen Stand am Oche.
Bei der Weltmeisterschaft 2009 verlor Clark erst im Sudden-Death-Leg gegen Kevin Painter. Deutlicher fielen dann die Auftaktniederlagen 2010 und 2014 aus. Allgemein lässt sich sagen, dass Clark in der Zeitspanne zwischen 2010 und 2016 ein wenig auffälliger Spieler auf der Dartstour war. Zwischen 2014 und 2015 hatte er keine Tourkarte und musste sich auf der Challenge Tour beweisen.
Ende 2017 verlor Clark die Tourkarte erneut und entschied sich wieder bei BDO-Turnieren anzutreten. Seine Highlights hierbei waren ein Finale bei den Luxembourg Open und ein Viertelfinale bei den Belfry Open. Die Qualifikation zur BDO-Weltmeisterschaft verpasste er jedoch knapp. Auf der Challenge Tour 2018 fuhr er ebenfalls ein Viertelfinale ein. Bei der PDC Q School 2019 dann besiegte er Gavin Carlin um sich für weitere zwei Jahre eine Tourkarte zu sichern. Er war ebenfalls Teil der PDC Home Tour 2020, verpasste dabei den Gruppensieg um ein einziges Leg.
Nach dem erneuten Verlust der Tourkarte spielte Clark noch zwei Jahre auf der Challenge Tour und tritt mittlerweile bei Turnieren der WSDT an. Hier war er 2024 auch bei der Weltmeisterschaft dabei, verlor aber sein erstes Spiel.
Bei der WDF spielte sich Clark Anfang März ins Halbfinale des Isle of Man Classic, wo er mit 3:4 Alex Williams unterlag. Bei den England National Singles Anfang Juni stand Clark im Finale, welches er mit 1:5 gegen Jim McEwan verlor. Bei den England Open am gleichen Wochenende unterlag Clark im Halbfinale ebenfalls gegen McEwan.
Im August 2025 spielte Clark einige Turniere der WDF in Orlando in den Vereinigten Staaten. So stand er zunächst im Halbfinale der USA Darts Classic, welches er mit 0:4 gegen Gary Mawson verlor. Am gleichen Wochenende erreichte er jedoch das Finale der USA Darts Open. In diesem unterlag er mit 1:5 seinem Landsmann Vince Tipple. Eine Woche später schied Clark im Halbfinale des DPFL Live Event mit 3:5 gegen Leonard Gates aus.

## Weltmeisterschaftsresultate

### BDO
- 1996: Viertelfinale (1:4-Niederlage gegen  Les Wallace)
- 1997: 1. Runde (2:3-Niederlage gegen  Andy Fordham)
- 1998: 1. Runde (0:3-Niederlage gegen  Mervyn King)
- 1999: 1. Runde (2:3-Niederlage gegen  Paul Williams)
- 2000: Achtelfinale (2:3-Niederlage gegen  Chris Mason)
- 2001: Achtelfinale (1:3-Niederlage gegen  Kevin Painter)
- 2002: 1. Runde (1:3-Niederlage gegen  Marko Pusa)
- 2003: 1. Runde (1:3-Niederlage gegen  Raymond van Barneveld)

### PDC
- 2006: 2. Runde (1:4-Niederlage gegen  Phil Taylor)
- 2007: 1. Runde (1:3-Niederlage gegen  Mick McGowan)
- 2008: 1. Runde (2:3-Niederlage gegen  Roland Scholten)
- 2009: 1. Runde (2-3-Niederlage gegen  Kevin Painter)
- 2010: 1. Runde (0:3-Niederlage gegen  Mervyn King)
- 2014: 1. Runde (1:3-Niederlage gegen  Vincent van der Voort)

### WSDT
- 2024: 1. Runde (1:3-Niederlage gegen  Scott Mitchell)

## Titel

### PDC
- Secondary Tour Events
  - PDC Challenge Tour
    - PDC Challenge Tour 2014: 16
    - PDC Challenge Tour 2015: 6
- Andere
  - Open Holland: 2008

### WSDT
- Target Open Series 11: 2024

### Sonstige
- Mill Rythe Festival: 1995
- British Internationals: 1998
- Canadian Open: 1999